# John Walter Jones

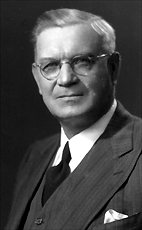
John Walter Jones

John Walter Jones (* 14. April 1878 in Pownal; † 31. März 1954 in Ottawa) war ein kanadischer Politiker der Prince Edward Island Liberal Party, der zwischen 1943 und 1953 Premierminister von Prince Edward Island war. Danach war er von 1953 bis zu seinem Tode noch Mitglied des Senats von Kanada.

## Leben

### Studium, Agrarwissenschaftler und Farmer
Jones, Sohn von James Benjamin Jones und Maria Isabel Stewart, besuchte zunächst die Grundschule in seiner Geburtsstadt Pownal und absolvierte danach das Prince of Wales College in Charlottetown. Während seines Studiums trat er 1898 der Abagweit Amateur Athletic Association bei und nahm für diese an zahlreichen Leichtathletikwettbewerben im Hammerwurf, aber auch im Mehrkampf teil. Nachdem er diese mit der Lehramtsprüfung abgeschlossen hatte, war er drei Jahre lang als Lehrer tätig. Anschließend absolvierte er ein Studium an der Acadia University in Wolfville und schloss diese 1904 mit einem Bachelor of Arts (B. A.) ab. Zu dieser Zeit war er auch Mannschaftskapitän des Rugby-Teams der Universität und anschließend von 1905 bis 1907 erster Rektor der neu gegründeten MacDonald Consolidated School in Guelph war.
Danach absolvierte er ein postgraduales Studium der Agrarwissenschaften an der University of Toronto und schloss dieses 1909 mit einem Bachelor of Science (B. Sc. Agriculture) ab. Nachdem er mit finanzieller Unterstützung durch Stipendien noch Studiengänge an der University of Chicago, der Clark University, der Columbia University sowie der Columbia University belegt hatte, wurde er 1910 Dozent für Agrarwissenschaften am Hampton Agriculture Institute in Hampton. Im Anschluss war er von 1911 bis 1912 Mitarbeiter im US-Landwirtschaftsministerium und danach als Leiter einer Forschungsfarm in Arlington County, die zu jener Zeit die größte ihrer Art war. Er wurde zu einem Fachmann in der Agrarforschung und stand während seines USA-Aufenthalts im Kontakt mit den Farmern der Prince Edward Island. Diese überzeugte er davon in die Modernisierung beim Kartoffelanbau zu investieren und Saatgut aus den USA zu importieren.
Nach seiner Rückkehr war Jones zwischen 1912 und 1913 Mitarbeiter der Bundeskommission für den Naturschutz. Zusammen mit B. I. Rayner verfasste er The Domestication of the Fox (1912) sowie als Einzelautor Fur Farming in Canada (1913), wodurch er zu einem anerkannten Fachmann für die Pelztierzucht wurde. 1914 erwarb er einen Master of Arts (M. A.) an der Acadia University und übernahm in dieser Zeit auch die Farm seines Schwiegervaters in Bunbury übernahm, wo er sich neben traditioneller Landwirtschaft auch mit der Fuchszucht befasste. Er importierte Hausrinder und entwickelte die Abegweit-Herde. Seine Milchkühe gewannen zahlreiche Preise und eine seiner Kühe stellte einen Weltrekord in der Butterfettproduktion auf.
Jones war zunächst Mitglied der Farmer Progressive Party und wurde 1920 Schatzmeister und Geschäftsführer der United Farmers of Prince Edward Island. Er kandidierte für die Farmer Progressive Party für die Wahlen am 6. Dezember 1921, verpasste aber den Einzug in das Unterhaus von Kanada. Danach trat er der Prince Edward Island Liberal Party bei. Neben der Viehzucht war er auch weiterhin maßgeblich an der Entwicklung der Pelztierzucht in der Provinz beteiligt und wurde 1929 Gründungspräsident der Vereinigung der Silberfuchsfell-Züchter der Prinz-Edward-Insel. 1931 gewann er den anerkannten Meisterzüchter-Preis der Holstein-Rind-Vereinigung und war damit der erste Einzelzüchter, der diesen Preis gewann. Seine Zuchtrinder wurde auch 1932 auch dem Royal Winter Fair in Toronto sowie der Kanadischen Nationalausstellung preisgekrönt. 1935 erhielt er zudem die King George V Medal als bester Landwirt der Prince Edward Island sowie die King’s Jubilee Medal für herausragende Verdienste in der Landwirtschaft.

### Provinzabgeordneter, Premierminister von Prince Edward Island und Bundessenator
Bei den Wahlen vom 23. Juli 1935 wurde er als Kandidat der Prince Edward Island Liberal Party im Wahlkreis 4th Queens erstmals zum Mitglied der Legislativversammlung von Prince Edward Island gewählt und bei den darauf folgenden Wahlen am 18. Mai 1939, 15. September 1943, 11. Dezember 1947 und 26. April 1951 jeweils wieder gewählt. Neben seiner Mitgliedschaft im Provinzparlament fungierte er zwischen 1937 und 1938 auch als Berater des Landwirtschaftsministeriums von Kanada für die Entwicklung der Fuchsfellzucht.
Nachdem der bisherige Premierminister Thane Campbell Präsident des Obersten Gerichtshofes von Prince Edward Island (Chief Justice) geworden war, übernahm Jones als dessen Nachfolger am 11. Mai 1943 das Amt des Premierministers und bekleidete dieses bis zum 25. Mai 1953 mehr als zehn Jahre lang, woraufhin er durch Alexander Wallace Matheson abgelöst wurde. Als Premierminister war er zeitgleich auch Vorsitzender der Prince Edward Island Liberal Party.
1943 war er zudem Minister für öffentliche Wohlfahrt und verantwortlicher Minister für die Sicherheitsvorkehrungen gegen Luftangriffe. Am 31. Januar 1944 übernahm er außerdem das Amt des Ministers für Landwirtschaft, das er bis zum 28. Februar 1945 bekleidete. Daneben war er bis Februar 1950 auch Bildungsminister sowie Minister für Wiederaufbau vom 28. Februar 1945 bis Januar 1949, woraufhin er Finanzminister der Provinz wurde und diese Funktion bis Februar 1950 innehatte. Danach bekleidete er zwischen Februar und Dezember 1950 das Amt des Minister für öffentliche Arbeiten und Fernstraßen. Im Dezember 1951 übernahm er abermals das Amt des Bildungsministers und übte dieses bis zum 19. Mai 1953 aus.
Während seiner Amtszeit als Premierminister setzte er sich insbesondere für die Landwirte der Inselprovinz ein. Während eines Streiks der Lagerhausarbeiter des Nahrungsmittelhersteller Canada Packers stellte er 1947 Arbeiter ein, die keiner Gewerkschaft angehörten, um den Absatz der landwirtschaftlichen Produkte sicherzustellen. Außerdem ließ er zeitweilig zu Gunsten der Milchviehfarmer den Verkauf von Margarine verbieten, wenngleich diese für die Verbraucher preisgünstiger war. Jones, der ein Befürworter der Prohibition war, übertrug 1948 die Kontrolle über die Versorgung der Insel mit Alkohol der Regierung. Daneben schuf er mehrere Maßnahmen zur Verbesserung der Infrastruktur der Insel und ihrer Landwirte wie zum Beispiel ein Elektrizitätsprogramm für ländliche Gebiete, Analysesysteme für Agrarböden, Veterinärdienste sowie ein Forstwirtschaftsprogramm. Darüber hinaus wurde das Netz des Trans-Canada Highway auf der Prince Edward Island ausgebaut.
Am 19. Mai 1953 wurde Jones, dem 1951 ein Ehrendoktor der Rechtswissenschaften der Acadia University verliehen wurde, von Premierminister Louis Saint-Laurent für die Liberale Partei Kanadas in den Senat von Kanada berufen und gehörte diesem als Vertreter der Division Queen’s von Prince Edward Island bis zu seinem Tode am 31. März 1954 an.
Nach seinem Tode wurde er auf dem Crossroads Christian Church Cemetery bestattet. Aus seiner am 23. Dezember 1909 geschlossenen Ehe mit Katherine Francis Bovyer gingen die fünf Kinder Lois, Vimy, Helen, Bovyer und Bernard („Bus“) hervor. 1962 wurde er posthum in die Canadian Agriculture Hall of Fame aufgenommen. 1986 wurde er darüber hinaus in die Prince Edward Island Sports Hall of Fame aufgenommen.